# 藤森惠子
藤森惠子（日语：／；1975年5月25日—），又称惠子·索菲娅·藤森·樋口（西班牙語：Keiko Sofía Fujimori Higuchi），秘鲁政治家、企业家，前总统阿尔韦托·藤森和第一夫人蘇珊娜·樋口之女。現任人民力量主席、曾任秘魯国会议员。

## 生平
1993年前往美国留学，1997年从波士顿大学毕业。1994年，父亲与母亲分居，惠子替代母亲成为秘鲁第一夫人，亦是美洲历史上最年轻的第一夫人。
2000年，父親藤森犯了非常严重的贪污腐败罪，为了不受到秘鲁法律的制裁而逃亡海外，其女惠子繼續留在國內。2004年，再次前往美國深造，在哥倫比亞大學取得工商管理碩士學位。2005年返國，不久就成為國內藤森派領袖，並宣布父親將參加2006年總統選舉（儘管阿爾韋托·藤森當時被秘魯國會禁止參加任何政治活動）。
2006年，阿爾韋托·藤森在秘魯鄰國智利被捕，惠子以最高票數當選國會議員。
在任國會議員期間，惠子為父親在1990年代的改革辯護，並要求釋放父親。2009年，惠子開始著手建立自己的政黨「力量2011」；2010年，政黨正式註冊。惠子投入到2011年總統選舉。雖然在競選過程中，惠子對是否會特赦她父親閃爍其詞，但仍一直維持著高支持率。成功進入第二輪選舉，但在2011年6月5日的第二輪選舉中以些微之差敗給左派的奥良塔·烏馬拉。她於2016年再次參選總統，第一轮选举中为所有候选人最高票，但第二轮选举中以些微之差败给佩德罗·巴勃罗·库琴斯基。
2018年10月10日，惠子涉洗錢被捕。10月17日，法院裁定將她釋放。10月31日，法院改判收押3年。2019年11月29日晚出獄。
2020年1月28日，惠子再度被收押。5月4日，以7萬秘魯幣（約2萬美元）交保釋放。
2021年，惠子在处于被调查的状态参选總統，若其当选总统则会获得刑事豁免权。然而惠子在該年6月的第二輪开票再以些微之差失利后，检察官以惠子「违反保释条例与關鍵證人交流」爲由要求將其「預防性收監」來避免此類交流再次發生，惠子以「檢察官知道我住在哪，我不會逃走」爲由拒絕返監。